# Hans-Peter Wessels
Hans-Peter Wessels (* 30. September 1962 in St. Gallen) ist ein Schweizer Politiker (SP). Vom 1. Februar 2009 bis Ende Januar 2021 war er Regierungsrat des Kantons Basel-Stadt. Als Regierungsrat stand er dem Bau- und Verkehrsdepartement vor.

## Leben
Wessels wurde mit südafrikanischer Staatsbürgerschaft geboren und erhielt 1974 das Schweizer Bürgerrecht. Er ist in Montreal und St. Gallen aufgewachsen. 1981 trat er der SP bei. Von 1982 bis 1986 studierte er an der ETH Zürich und verfasste von 1986 bis 1990 am Biozentrum der Universität Basel eine Dissertation in Biochemie. Anschliessend war er bis 1998 als wissenschaftlicher Mitarbeiter und Projektleiter in verschiedenen Anstellungen tätig. Von 1998 bis 2000 war er Direktor ad interim des nationalen Hochleistungsrechenzentrums in Manno. Von 2000 bis 2005 war er Geschäftsführer des Pharmazentrums Basel-Zürich an der Universität Basel. Ab 2006 war er Geschäftsführer von BaselArea, der Wirtschaftsförderung der Kantone Basel-Stadt und Basel-Landschaft. Er wurde am 14. September 2008 im ersten Wahlgang in den Regierungsrat gewählt. Im November 2019 kündigte er seinen Rücktritt per Ende der laufenden Legislaturperiode an. Heute arbeitet er als Strategie- und Politikberater sowie als Verwaltungsrat, Stiftungsrat und Vorstand verschiedener Unternehmen und Organisationen.
Wessels lebt seit 1986 in Basel. Er ist seit 1993 verheiratet und hat zwei Kinder.